# Longeville-lès-Saint-Avold
Longeville-lès-Saint-Avold (deutsch Lubeln, älter auch Lungenfeld) ist eine französische Gemeinde mit 3592 Einwohnern (Stand 1. Januar 2022) im Département Moselle in der Region Grand Est (bis 2016 Lothringen). Sie gehört zum Arrondissement Forbach-Boulay-Moselle.

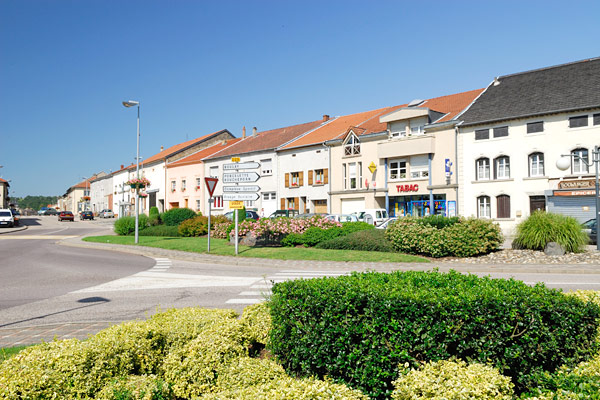
Straßenzug im Ort

## Geographie
Die Gemeinde liegt in einem Tal am Rande des Warndt, vier Kilometer westlich von Saint-Avold (deutsch Sankt Avold) und etwa neun Kilometer von der Grenze zum Saarland entfernt.
Zur Gemeinde gehört auch das westlich gelegene Dorf Kleindal (Kleinthal).

## Geschichte
Der Ort, der früher zum Herzogtum Lothringen gehörte, wurde 992 als Glanderiae, im 11. Jahrhundert als Villelonge, 1179 als Longisdorf und 1180  als Longavilla erwähnt. In der Nähe führte einst eine alte Römerstraße vorbei. Im Jahr 1635 brannten die Schweden Lubeln nieder. Die Ortschaft wurde  1766 zusammen mit Lothringen von Frankreich annektiert.
Durch den Frieden von Frankfurt vom 10. Mai 1871 kam der Ort an das deutsche Reichsland Elsaß-Lothringen und wurde dem Kreis Bolchen im Bezirk Lothringen zugeordnet. Nach dem Ersten Weltkrieg bestimmte der Versailler Vertrag die Abtretung Lubelns an Frankreich.
Während des Zweiten Weltkriegs war die Region 1940–1944 von der deutschen Wehrmacht besetzt. Die deutsche Zivilverwaltung führte für die Ortschaft den Namen Langsdorf ein.
Im Gemeindegebiet liegt die 1791 aufgehobene Abtei Glandern, von der sich das schlossartige Konventsgebäude erhalten hat, das heute als Kur- und Erholungsheim dient. Seine älteste Teile stammen aus dem frühen 15. Jahrhundert. Das Ortswappen von Longeville entspricht dem historischen Wappen der Benediktinerabtei.

### Bevölkerungsentwicklung
| Jahr      | 1962 | 1968 | 1975 | 1982 | 1990 | 1999 | 2007 | 2019 | 2021 |
| Einwohner | 3096 | 3170 | 3372 | 3664 | 3690 | 3750 | 3760 | 3651 | 3611 |

## Kultur und Sehenswürdigkeiten

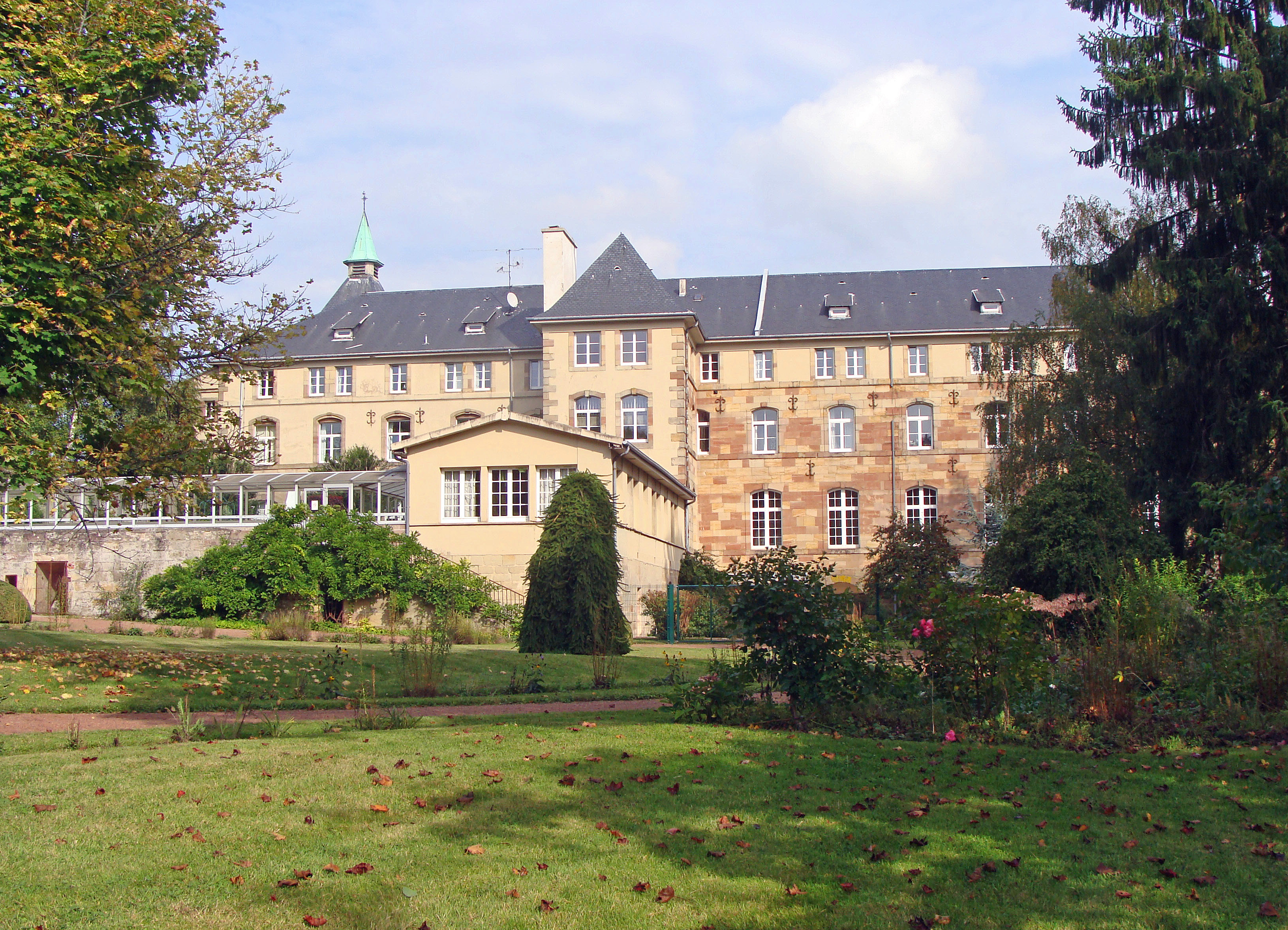
Abtei Glandern (Aufnahme 2013)
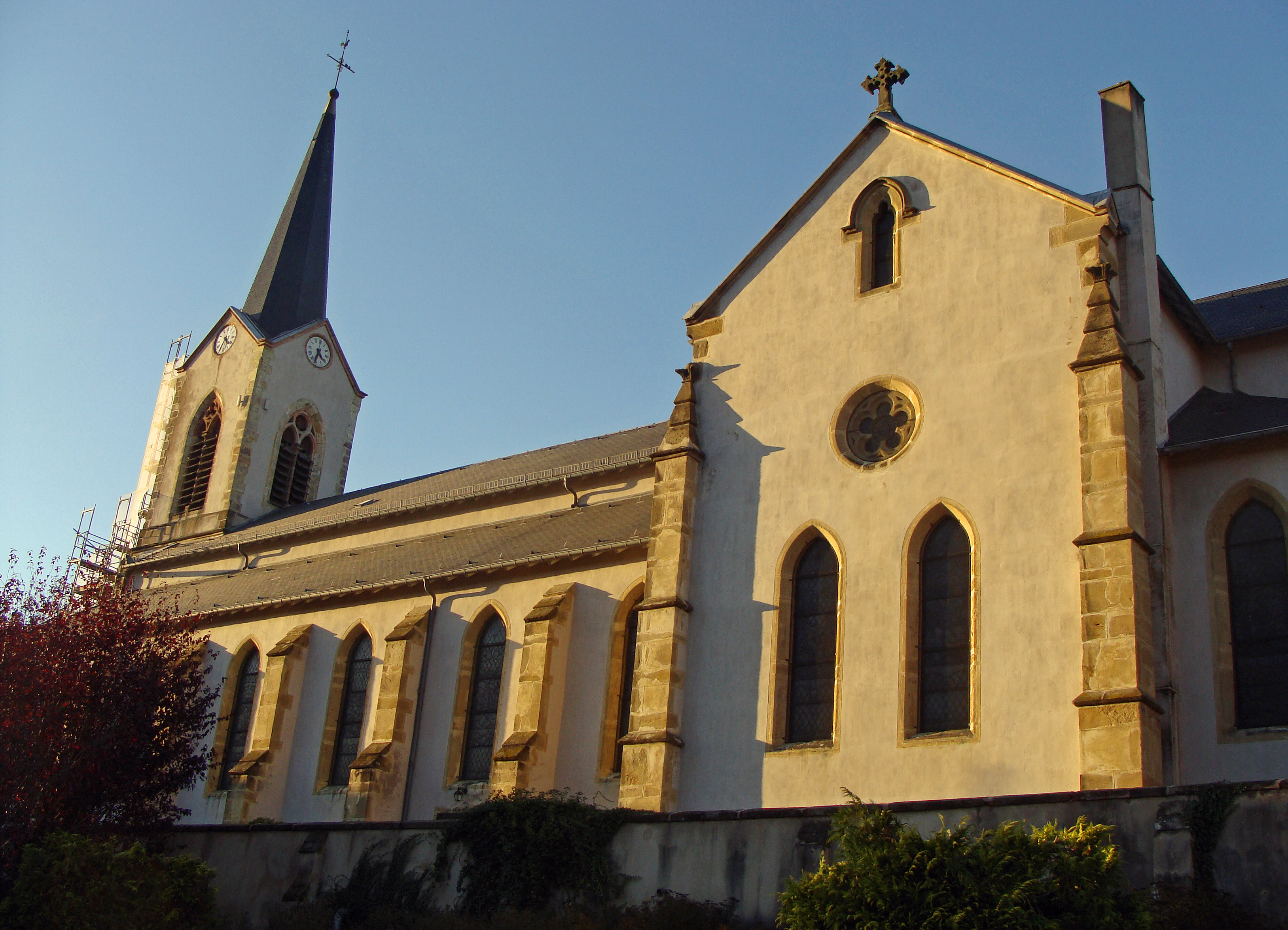
Kirche St. Magnus

## Verkehrsanbindung
Durch den Ort führt die D603 von Saint-Avold nach Metz. Im Norden des Gemeindegebietes verläuft die Autoroute A4 (Paris-Straßburg).